# Università di Gaziantep

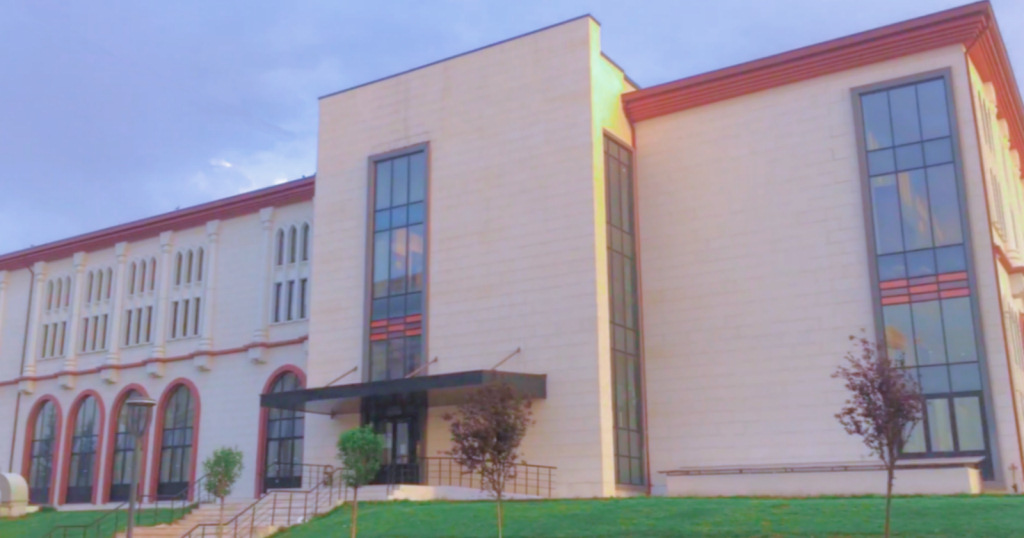
Gaziantep facoltà di legge

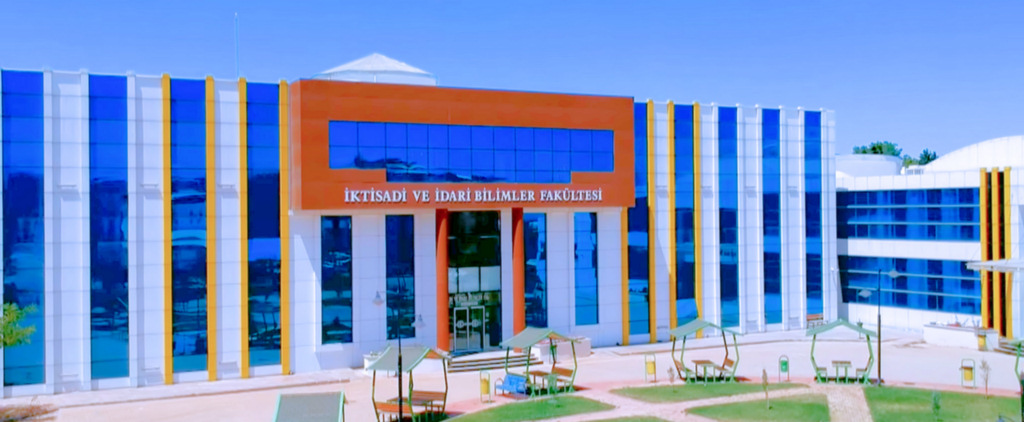
Università di Gaziantep Facoltà di Economia e scienze amministrative

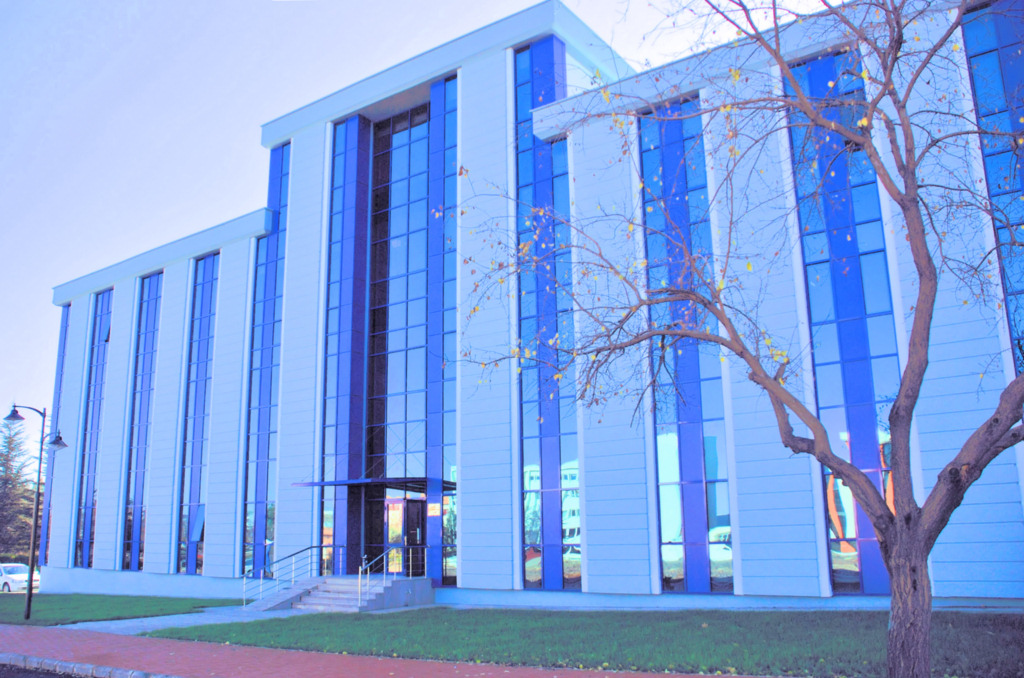
Gaziantep Ingegneria Industriale

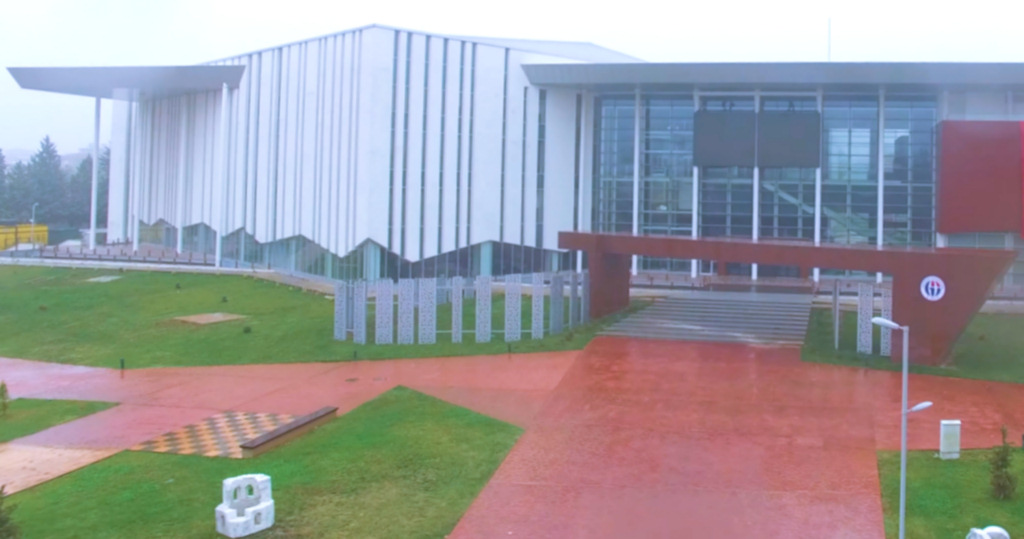
Centro Congressi e arte dell'Università di Gaziantep

L'università di Gaziantep (in turco: Gaziantep Üniversitesi) è una università situata nella città di Gaziantep, capoluogo della provincia di Gaziantep, in Turchia. Fondata nel 1973, è una delle università più popolari della Turchia e il grande numero di studenti (circa 38.000) influisce sulla vita della città.
Ha iniziato la sua istruzione nel 1973 con il Dipartimento di Ingegneria Meccanica e nel corso degli anni ha ampliato la sua offerta formativa con l'apertura di nuovi dipartimenti e facoltà. 
L'università offre istruzione in tre lingue: inglese, turco e arabo. Ha una vasta gamma di facoltà, istituti e scuole professionali che offrono programmi di studio in vari campi, tra cui ingegneria, medicina, scienze umanistiche, scienze sociali e molto altro.
L'università è nota per la sua moderna infrastruttura, compresi laboratori avanzati e strutture bibliotecarie. Inoltre offre anche ampie opportunità sportive, tra cui campi da tennis, palestre e piscine.

Ha 20 facoltà, 5 istituti, 2 scuole e 11 scuole professionali. Il numero totale di dipartimenti e programmi che accettano studenti in tutte le facoltà e college era 146 nel 2019.

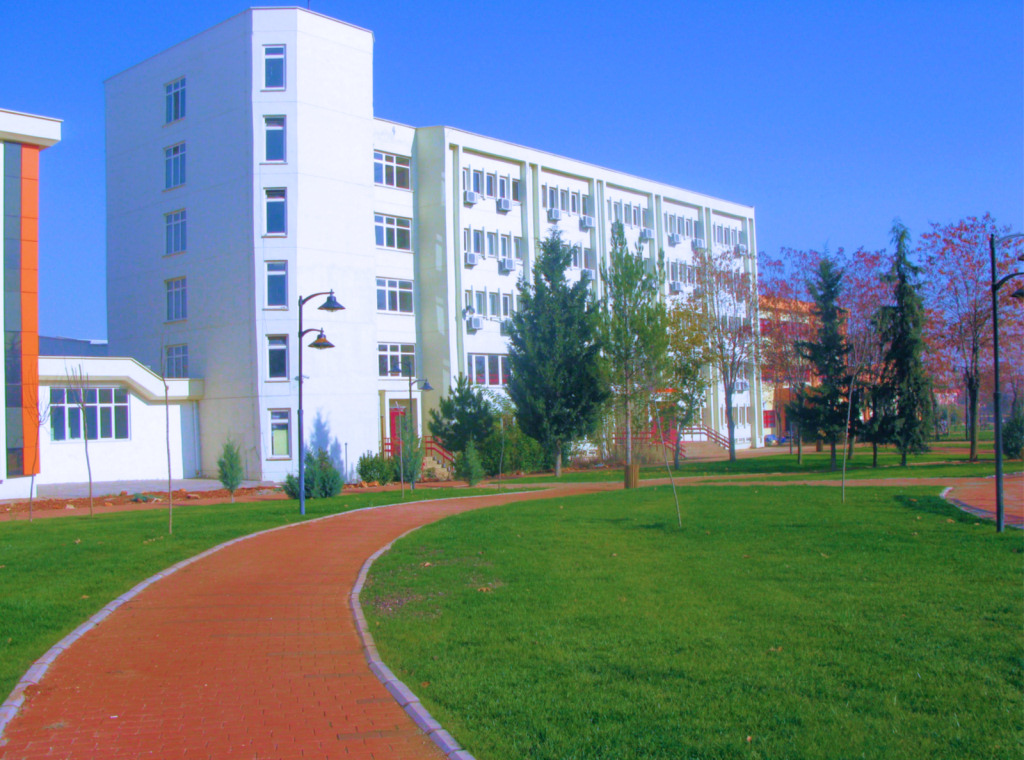
Gaziantep facoltà di scienze e lettere